# Волшебный дракон
«Волше́бный драко́н» (англ. Wish Dragon) — китайско-американский компьютерно-анимационный комедийный фильм 2021 года в жанре фэнтези, написанный и снятый американцем Крисом Аппельхансом и спродюсированный Columbia Pictures, Sony Pictures Animation и Tencent Pictures совместно с другими кинокомпаниями.
Мультфильм стали показывать в кинотеатрах Китая 15 января 2021 года. 11 июня 2021 года он был выпущен на Netflix.

## Сюжет
Динь — студент колледжа в Шанхае родом из бедной семьи, который мечтает воссоединиться со своей подругой детства Линой, 10 лет назад переехавшей со своим отцом, господином Ваном, и теперь живущей роскошной жизнью. Однажды пожилой мужчина, к которому прибыл подрабатывающий курьером Динь, чтобы выдать ему заказ, даёт Диню в качестве оплаты чайник, из которого появляется волшебный дракон Лун. Лун сообщает Диню, что исполнит любые три желания своего хозяина, то есть того, кто владеет чайником. Он добавляет, что Динь станет десятым и последним его хозяином и освободит его от его рабства, позволив ему войти в мир духов. Впоследствии Диня преследует троица бандитов во главе с Карманом, которых господин Ван послал за чайником в надежде спасти свой разоряющийся бизнес. Динь использует своё первое желание, чтобы сразиться с бандитами и сбежать.
На следующий день Динь и Лун в обличии человека прибывают на вечеринку по случаю дня рождения Лины. Динь загадывает своё второе желание — на сутки временно появиться в образе богатого человека, надеясь, что Лина заметит его и возродит их дружбу. Однако она разочарована тем фактом, что её отец не будет присутствовать на её дне рождения. Динь, замаскировавшись под «Дэна», утешает Лину, и господин Ван по видеосвязи просит их пообедать вместе. Лун предупреждает Диня, что Лина бросит его, как только узнаёт его личность, из-за их разного социально-экономического статуса.
Во время свидания Динь спрашивает у Луна совета, как действовать в соответствии с его новым статусом, но в конечном итоге парень расстраивает Лину. Бандиты снова преследуют Диня, и парню приходиться сбежать с Линой в район, где он проживает. Динь сообщает Лине, кто он самом деле, и остаток дня они вместе проводят с соседями Диня. Однако Лине в конце концов приходится уходить, так как у неё есть дела и ожидания, которые ей нужно оправдывать. Это ранит чувства Диня. Позже той же ночью Динь в последней попытке заслужить уважение отчаянно просит Луна сделать его богатым. Лун показывает Диню, что при жизни он был богатым и могущественным лордом, что его правление закончилось одиночеством и трагедией и что он был наказан богами за свой эгоизм, став волшебным драконом. Служение Луна в качестве волшебного дракона призвано заставить его осознать смысл жизни, чего он так и не смог достичь со всеми своими предыдущими хозяевами.
Выследив Диня, Карман предаёт господина Вана, забирая чайник себе, и за кадром загадывает своё первое желание — чтобы всё, к чему он прикасается, превращалось в золото. Он сбрасывает Вана со стройки, смертельно ранив его на глазах у Лины. Динь преследует бандитов и в конечном итоге сражается с Карманом на спине Луна. Карман загоняет Диня в угол и готовится ударить его своей золотой рукой, но Лун встаёт на пути, в результате чего и он, и Карман превращаются в золотые статуи. Динь не может помешать статуе Луна утонуть на дне реки, в то время как золотой Карман, ударившись о край моста, разлетается на множество золотых кусков.
Лун находит своё человеческое «я» у входа в мир духов. Несмотря на искушение пройти через ворота, он умоляет стража ворот вернуться к Диню, поскольку не исполнил своё третье последнее желание. Страж соглашается, но при одном условии. Динь использует своё третье последнее желание, чтобы исцелить господина Вана, и Лун исчезает.
Спустя некоторое время господин Ван открывает ресторан, в котором готовит мать Диня (госпожа Сон), а Динь и Лина ей помогают. Динь находит чайник, похожий на тот, в котором жил Лун, и призывает дракона. Лун говорит Диню, что единственным условием его возвращения на Землю было вновь служить ещё десяти хозяевам. Попрощавшись с Луном, Динь кладёт чайник в повозку, которую везёт тот самый пожилой мужчина, что дал Диню в начале мультфильма чайник.

## Производство
«Волшебный дракон» — первый мультфильм Sony Pictures Animation, созданный Base Animation, а также первый фильм с визуальными эффектами и анимацией от Industrial Light & Magic. Цель фильма и студии Base Animation — «создать анимацию мирового класса в Китае для Китая… и всего мира». Режиссёр Крис Аппельханс «хотел, чтобы фильм был снят в Китае, с сильной творческой командой из материкового Китая, международным составом талантов и с акцентом на надежды и мечты современного Китая». Данный мультфильм является первой режиссёрской работой Аппельханса.

## Релиз
Первоначально выход мультфильма планировался на 26 июля 2019 года, но на Международном фестивале анимационных фильмов в Анси было подтверждено, что он выйдет не раньше 2020 года. В октябре 2020 года создатель «Кипо и Эра Чудесных Зверей» Рэдфорд Сехрист, руководивший сюжетом «Волшебного дракона», подтвердил, что мультфильм будет выпущен в 2021 году. 15 января 2021 года «Волшебный дракон» был впервые показан в кинотеатрах Китая.
11 июня 2021 года фильм был выпущен на Netflix.

## Роли озвучивали
- Джимми Вонг — Динь
  - Иэн Чэнь — юный Динь
- Джон Чо — Лун[10]
  - Макс Чарльз — юный Лун
- Наташа Лю Бордиццо — Лина
  - Алисса Абьера — юная Лина
- Констанс Ву — Госпожа Сонг, мать Диня
- Джимми О. Ян — Коротышка, охранник
- Аарон Ю — Карман
- Уилл Юн Ли — Господин Ван, отец Лины
- Ронни Чиенг — бог Пипа[11]

В китайской версии мультфильма дракона Луна озвучил Джеки Чан.

## Критика
На агрегаторе рецензий Rotten Tomatoes фильм имеет рейтинг одобрения 68 % на основе 25 рецензий со средней оценкой 6,10/10. Консенсус сайта гласит: «Хотя его юношеский юмор может испытать терпение некоторых зрителей, „Волшебный дракон“ — это красочная и причудливая возня, которая согреет сердца зрителей». На Metacritic фильм имеет средний балл 59 из 100 на основе отзывов 6 критиков, что указывает на «смешанные или средние отзывы».

### Схожесть с «Аладдином»
Пользователи и критики неоднократно сравнивали «Волшебный дракон» с диснеевским мультфильмом 1992 года «Аладдин» и называли мультфильм современной китайской версией Аладдина. Петрана Радулович из Polygon характеризует схожесть следующим образом: «Молодой человек, которому не повезло, который хочет соединиться с красивой богатой девушкой, находит волшебный предмет, который высвобождает могущественное существо, исполняющее желания. Он решает использовать желание казаться богатым, чтобы произвести на неё впечатление. Тем временем таинственный злодей желает контролировать исполнителя желаний в своих злых целях». Наталья Винкелман из The New York Times отмечает, что некоторые моменты, «кажется, явно цитируют „Аладдина“» (например когда голос Луна, втиснувшегося обратно в свой чайник, становится высоким, или момент со свиданием Диня и Лины в воздухе на летающем драконе). Голос же Джона Чо, озвучившего дракона Луна, сравнивали с Робином Уильямсом, который озвучил Джинни из «Аладдина».
Реналдо Матадин из Comic Book Resources отмечает, что мультфильм «Волшебный дракон» лучше, чем «Аладдин», в одном «важном аспекте»: после того, как Лина обнаруживает, что Динь не богач, мультфильм обеспечивает более «реалистичный подход» к конфликту между этими двумя персонажами; это вынуждает Дина и Лину переоценивать себя по отдельности. Мустафа Гаталлари из Distractify отмечает, что два фильма очень похожи, оба имеют динамику «желания», волшебного и остроумного напарника, и в обоих есть парень, влюблённый в девушку из более высокого социального положения, однако ключевое отличие заключается в романтической динамике между главными героями фильма и в том факте, что Динь обнаруживает, что в разные моменты сюжетной линии фильма он на самом деле не является богачом.

## Номинации
| Год  | Награда            | Категория                                | Номинант        | Результат | Прим.  |
| ---- | ------------------ | ---------------------------------------- | --------------- | --------- | ------ |
| 2021 | Ursa Major Awards  | Лучший фильм                             | Крис Аппельханс | Номинация | [ 24 ] |
| 2022 | 49-я премия «Энни» | Лучший анимационный полнометражный фильм | Кетан Адикхари  | Номинация | [ 25 ] |